# 현비 심씨
현비 심씨(중국어: 賢妃 沈氏, 1492년 - 1542년)는 명 무종의 후궁이다.
정덕 원년 (1506년) 9월 7일, 심씨는 명 무종에 의해 현비로 책봉되었다. 그녀는 궁중 예법에 능하고, 행동거지가 규범에 맞아, 태후 장씨의 마음에 들어 궁중의 칭찬을 받았다. 가정 21년 (1542년) 5월 정유일, 현비 심씨가 사망하였다. 시호는 영숙(榮淑), 명 세종이 3일간 장례를 치르라 명하였다. 제례는 숙혜덕비 오씨의 예를 따르라 했다. 

## 참고자료
- 《명사(明史)》
- 《명세종실록(明世宗实录)》